# Brachypteryx erythrogyna
El zorzal risueño de cabeza castaña o alicorto de Borneo (Brachypteryx erythrogyna) es una especie de ave del género Brachypteryx. Es endémica de Borneo, Indonesia, donde prefiere el bosque montano. El macho es azul índigo oscuro, la hembra presenta un color castaño en la cara, alas y demás partes. Suele alimentarse en el suelo y a menudo salta entre rocas y piedras.
Esta especie se consideraba anteriormente una subespecie del alicorto de Java Brachypteryx montana. Este se dividió en cinco especies distintas debido a las profundas diferencias genéticas entre las poblaciones, junto con las significativas diferencias en el plumaje y la vocalización.